# Осмьоркін Олександр Олександрович
Олекса́ндр Олекса́ндрович Осмьо́ркін (рос. Александр Александрович Осмёркин; 8 грудня 1892, Єлисаветград (тепер Кропивницький), Херсонська губернія, Україна) — 25 червня 1953, Москва, РРФСР, СРСР) — український художник, учасник групи митців «Бубновий валет».

## Життєпис
Олександр Олександрович Осмьоркін народився в Єлисаветграді (нині Кропивницький) 8 грудня 1892 року в родині працівника поштово-телеграфної контори. За спогадом сучасників батько Олександра Осмьоркіна, Олександр Павлович, вільно розмовляв українською мовою, часто використовував українські примовки та приказки, до того ж він, власне, і збирав рідкісні зразки народної творчості (твори з його колекції вказані в каталозі Першої Єлисаветградської художньої виставки 1913 року).

Мати митця Олімпіада Василівна та дядько Яків Васильович, 1910-ті

Дитинство майбутнього митця пройшло в будинку рідного дядька Якова Васильовича Паученка, відомого українського архітектора-будівничого Єлисаветграда (1994 року саме в цьому приміщенні було відкрито художньо-меморіальний музей митця). Як згадував сам О. Осмьоркін:
|  | «Мій дядько привіз із собою у провінційне місто стійку прихильність до живопису його сучасників (до К. Коровіна), а разом з нею немало малюнків, етюдів та краєвидів. Замилування мистецтвом ламало в мені заповідь синівського послуху. Я став мріяти про заняття живописом». |

Саме в будинку Якова Паученка майбутній професор живопису О. Осмьоркін знайде свої мистецькі уподобання. Спочатку він захопиться театром, беручи активну участь у домашніх виставах, які так полюбляв його дядько. То були сцени з українського побуту і класичний театр Шекспіра та Шиллера, фрагменти російської драми і лялькові вистави. Емоційні переживання того часу фіксують малюнки О. Осмьоркіна 1900-х рр. «Романтична сцена», «Ляльковий театр», «Арлекін і Коломбіна» та спогади сучасників.
Першим наставником малювання юного Олександра став український художник-передвижник Ф. Козачинський, що викладав у рисувальних класах при Єлисаветградському земському реальному училищі.
1910 року О. Осмьоркін вступає до Петербурзької школи Товариства заохочення мистецтв при Академії (клас М. Реріха), де вчиться впродовж року.
1911 року Осмьоркін вступив до Київського художнього училища, де отримав ґрунтовну художню освіту, познайомився з сучасними українськими митцями. Ще цього ж року на так званій «Незалежній виставці» в Києві Осмьоркін познайомився з творами Іллі Машкова (фундатора групи московських живописців «Бубновий валет»), що мало вирішальне значення для долі митця.
1913 року, не завершивши навчання в Київському художньому училищі, О. Осмьоркін вирушив до Москви, са́ме в школу Іллі Машкова, а вже починаючи від наступного, 1914 року, брав участь у виставках московського митецького об'єднання «Бубновий валет» (був його наймолодшим членом), до якого входили живописці, що гордо називали себе «російськими сезаністами». Відтоді доля художника пов'язана з Москвою і Петроградом, хоча й з рідною Україною митець не поривав. До кола знайомств Осмьоркіна входили тодішні митці-модерністи — С. Єсенін, О. Мандельштам, А. Ахматова (її портрет роботи О. Осмьоркіна 1937 року знаходиться в Літературному музеї в Москві), П. Кончаловський, А. Лентулов, В. Купрін. У квартирі Осмьоркіна було завжди гамірно і повно різного мистецького люду, неугавні дискусії про творчість, події сучасності; подеколи на дверях з'являлась табличка що інтригувала «Запрошую на вареники», але коли друзі розходились, художник залишався на самоті, точніше наодинці зі своїм мольбертом, фарбами і пензлями.
По Жовтневому перевороту, в період від 1918 до 1948 рр. Олександр Осмьоркін активно працював на педагогічній ниві — викладав у Вільних художніх майстернях, Ленінградській Академії мистецтв, Московському державному академічному художньому інституті ім. В. І. Сурікова. Олександр Олександрович виховав цілу плеяду відомих художників, серед яких — народні художники СРСР П. Н. Крилов і Є. Є. Моісеєнко, народний художник Білорусі Е. А. Зайцев, народні художники Вірменії М. А. Асламазян і М. М. Абегян, заслужені художники Росії О. Ю. Нікич і М. П. Кончаловський та чимало інших.
Під час Другої Світової війни перебував в евакуації в Татарстані.
Вільна манера митця і спрямованість педагога Осмьоркіна на формування всебічної особистості багатьом не подобалась. Саме тому митець зазнавав серйозних утисків від влади у 1946–53 роках. 1947 року після організованої травлі 55-річний Осмьоркін змушений був відмовитись від активної викладацької і виставкової діяльності через висунуті проти нього звинувачення у формалізмі та «пропаганді західних буржуазних віянь». Олександру Осмьоркіну було заборонено приймати замовлення та продавати свої твори, проти нього розпочато судовий процес, який затягнувся до 1952 року.
Наперекір тяжкій хворобі, викликаній трагічними подіями в його житті, художник продовжував працювати до кінця. Помер Олександр Осмьоркін 25 червня 1953 року під час роботи над пейзажем у Плесково під Москвою. Похований на Ваганьковському цвинтарі в Москві.

## Творчість

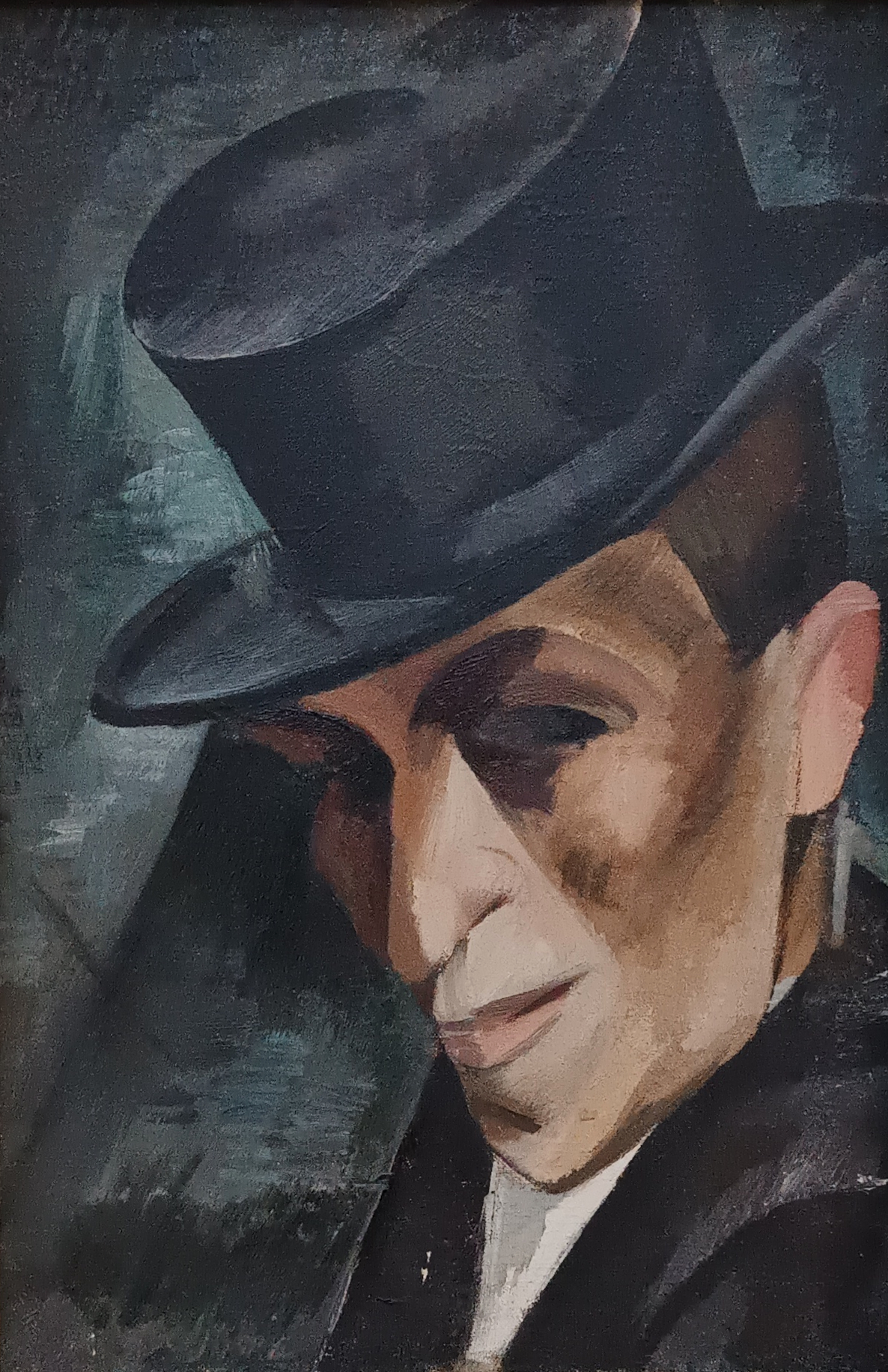
Чоловік у циліндрі, 1915 р.

Олександр Осмьоркін, як і решта членів спілки «Бубновий валет», перебував під впливом творчості Сезанна, а також митців французького фовізму та кубізму. Якщо в ранніх роботах художника (переважно натюрмортах) домінують кубістичні мотиви й предметна зосередженість («Натюрморт з бандурою», 1920; «Натюрморт з черепом», 1921; обидві роботи — в Російському музеї), то в пізніших полотнах митця панівною стає саме кольорова експресія, при тому, що час від часу художник творив реалістичні полотна (здебільшого в силу обставин).
Осмьоркін відомий, в першу чергу, як творець камерних портретів й натюрмортів, хоча і нескладних композиційно, але просякнутих тонким відчуттям кольорів і світло-тіні, а також замріяно-споглядальних пейзажів («Мойка. Біла ніч», 1927, Третьяковська галерея). Як і всі митці того часу в СРСР, не лише живописці, під натиском зовнішніх умов і панівного устрою, постійно створював пропагандистські речі, зокрема революційні полотна («Взяття Зимового палацу», 1927, Російський музей) або шаблонні портрети передовиків виробництва, діячів-активістів тощо.
У пізнішому творчому доробку Осмьоркіна відгуки кубізму остаточно поступилися імпресіоністській манері письма, загалом позитивного настрою (квіткові і пейзажні підмосковні композиції кінця 1940-х — початку 1950-х років; серія пейзажів «Нова Голландія», 1945).
О. О. Осмьоркін відомий і як театральний художник, зокрема він є автором декорацій у ленінградському Великому драматичному театрі (1937), Казанському драматичному (1943, в евакуації).

## Значення і спадщина
Олександр Олександрович Осмьоркін належить до тих відомих майстрів живопису першої половини XX сторіччя, чиє життя в мистецтві було наповнене невтомним творчим пошуком своєї художньої індивідуальності. Митець зробив значний вплив на розвиток сучасного образотворчого мистецтва, виховав чимало учнів.
Сучасник Осмьоркіна Олександр Дейнека написав про нього так:
|  | «Розсіяний м'який лірик, любитель поезії, людина абсолютного малювального слуху, артист без будь-якого «діляцтва», щиросердно закоханий у мистецтво, для якого воно було чимось набагато більшим, ніж будь-які практичні думки чи питання марнославства. Він пройшов через нас Дон Кіхотом у мистецтві». |

Творча спадщина майстра — понад 700 творів живопису, графіки, театральних декорацій, що знаходяться в Зібранні (колекції) образотворчого мистецтва Градобанку (Київ), Третьяковській галереї, Музеї образотворчих мистецтв ім. О. С. Пушкіна (обидва — Москва), Російському музеї (Санкт-Петербург), Київській картинній галереї, у художніх музеях України, Росії, Литви, Казахстану, Азербайджану, приватних колекціях.

## Осмьоркін та Україна
Взагалі питання національної самоідентифікації Олександра Осмьоркіна залишається відкритим — достеменно відомо, що він вважав себе частиною російської культури, обожнював поезію Пушкіна, проте й рідна українська культура йому була не чужою — змалку майбутній митець цікавився українським театром, протягом життя стежив за українською культурою, про що промовисто свідчить такий цікавий факт — подарований батьком художника аж на початку 1930-х рр. «Кобзар» Тараса Шевченка був з ним у Росії, він увесь рясний від поміток митця.
Починаючи з 1920-х рр. Осмьоркін був у добрих приятельських стосунках з українським художником Анатолем Петрицьким, бував у нього в гостях, вони навіть обмінювались творами. Дуже дорожив він і відносинами зі Степаном Яремичем, відомим художником і мистецтвознавцем, знавцем російського і українського мистецтва.

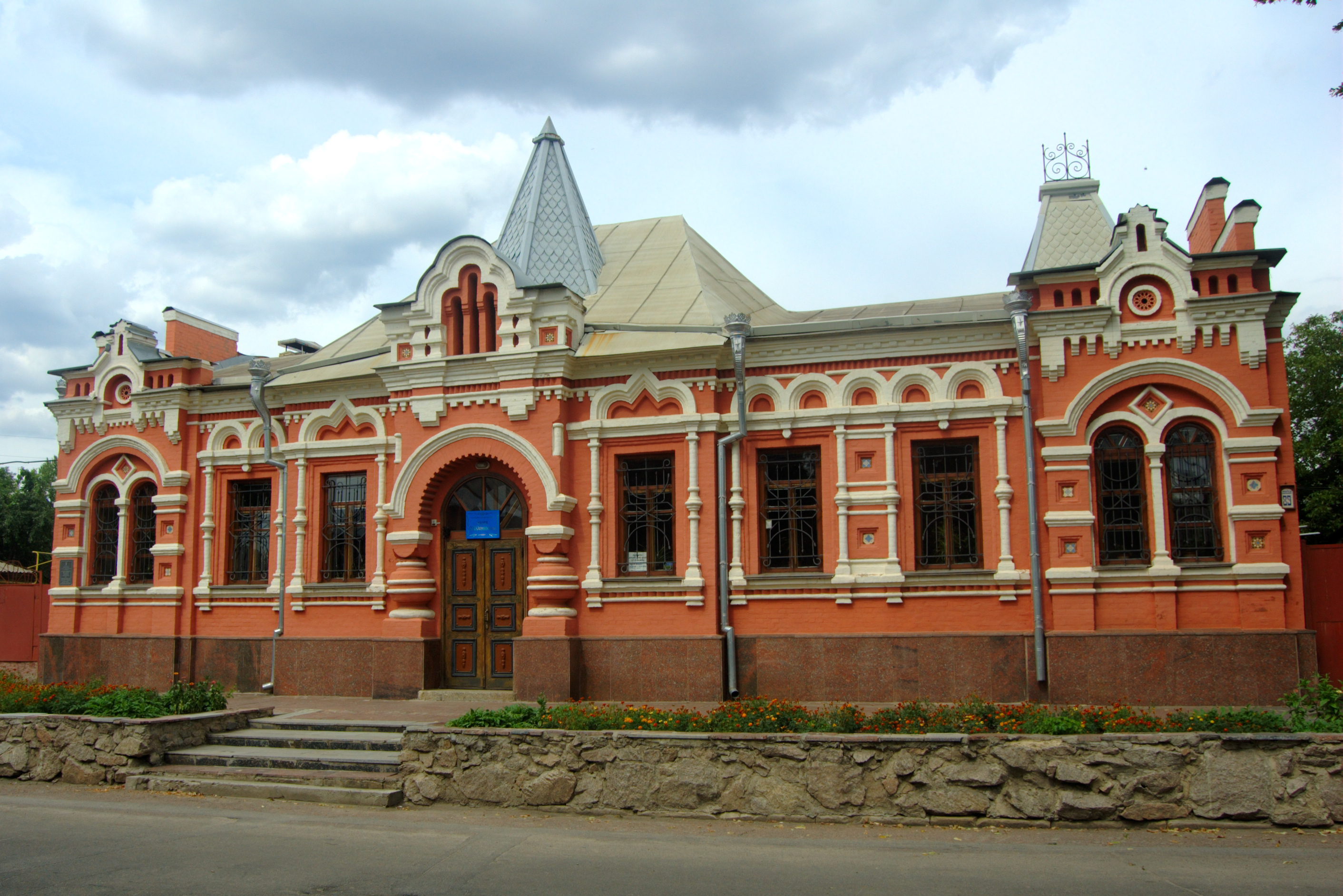
Будинок дядька Осмьоркіна Якова Паученка, де майбутній митець провів дитинство (тепер музей О. О. Осмьоркіна)

Від 1913 року живучи в російських «столицях», Олександр Осмьоркін, тим не менше, постійно згадував Україну, а час від часу і приїздив до рідного Єлисаветграда, який саме поперемінно змінював свої назви. Саме тут, вдома, були написані портрет батька, портрет няні Євдокії Улянівни, портрет сусідського хлопчика, декілька натюрмортів та один зі своїх програмних творів — пейзаж-картину «Україна», за основу мотиву якої художник узяв реальну місцевість в районі села Лелеківка (нині околиця Кропивницького).
Деякі з робіт О. Осмьоркіна мають рефлексії на українську тематику — «Натюрморт з бандурою», «Гітара і ліра» (обидві — 1921 рік), «Українське село», (1931), «Натюрморт з соняхами».
У рідному Кропивницькому в будинку, де провів свої дитячі й юнацькі роки О. О. Осмьоркін, 1994 року відкрито Художньо-меморіальний музей, у створенні якого велика заслуга вдови митця Надії Георгіївни.
А від 2005 року за рішенням Кіровоградської обласної ради присуджується обласна премія у сфері образотворчого мистецтва та мистецтвознавства імені Олександра Осмьоркіна.

## Виноски
1. 1 2  RKDartists
2. ↑  Sokolov M. N. Osmyorkin, Aleksandr // Grove Art Online / J. Turner — [Oxford, England], Houndmills, Basingstoke, England, New York: OUP, 2017. — doi:10.1093/GAO/9781884446054.ARTICLE.T064096
3. 1 2 3 4 5 6 7  Надєждін Андрій Дон Кіхот із українського степу. Олександр Осмьоркін — відомий і невідомий // «День» № 118 за 9 липня 2004 року
4. ↑  О. О. Осмьоркін[недоступне посилання з липня 2019] на Офіційна вебсторінка Меморіального музею Олександра Осмьоркіна в Кіровограді
5. ↑  Олександр Осмьоркін в www.krugosvet.ru (Енциклопедія «Круґосвєт») (рос.)
6. ↑  ПОЛОЖЕННЯ про обласну премію у сфері образотворчого мистецтва та мистецтвознавства імені Олександра Осмьоркіна[недоступне посилання з липня 2019]